# Maremagnum
Maremagnum è una piattaforma on-line italiana per il commercio elettronico di libri. Più di 10 milioni di libri sono offerti da centinaia di librerie indipendenti e di editori di paesi europei ed extraeuropei. Su Maremagnum è possibile acquistare libri antichi, rari e fuori catalogo, ma anche libri nuovi ed usati.
L'azienda ha sede a Milano, Italia. Maremagnum fu fondato nel 1995 e il sito internet fu lanciato nel 1996.

## Storia
Maremagnum è stato fondato nel 1995 da Sergio Malavasi, titolare della Libreria Malavasi di Milano. Il sito internet fu lanciato nel 1996 ed inizialmente erano offerti in vendita solamente i libri di sei librerie italiane.
L'obiettivo del sito è quello di promuovere il libro antico in rete. Il nome del sito prende ispirazione dal Maremagnum omnium materiarum dell'abate Francesco Marucelli.
Il 14 maggio 1995 Maremagnum inaugura la prima edizione di Vecchi Libri in Piazza, una mostra-mercato del libro antico e usato a Milano che ha raggiunto la XXV edizione.
Nel 1996 Maremagnum lancia il sito Marelibrorum, un archivio online per consultare le informazioni bibliografiche dei libri ed effettuare valutazioni.
Il 12 novembre 2007 Maremagnum è tra i fondatori (gli altri sono Antiqbook, Livre-Rare-Book, Antiquariat, Uniliber) dell'associazione Marelibri, un motore di ricerca per reperire libri antichi, usati e nuovi,
Maremagnum nel 2013 organizza a Milano il Primo Salone Internazionale del Libro Usato, rinnovato per i due anni successivi.
Nel 2015 Maremagnum, sull'esempio di Vecchi Libri in Piazza, organizza Libri Nuovi in Piazza, in occasione di Expo 2015.
Nel 2017 organizza, insieme a Luni Editrice, il Salone della Cultura a Milano.